# Jan Thielmann
Jan Thielmann (26 mei 2002) is een Duits voetballer, die doorgaans speelt als rechtsbuiten. Hij staat sinds 2020 onder contract bij 1. FC Köln, waar hij in 2019 als A-junior zijn debuut in het betaalde voetbal maakte in de Bundesliga.

## Carrière

### Jeugd
Thielmann begon zijn voetbalcarrière bij SV Hetzerath en maakte in 2015 de overstap naar Eintracht Trier. Twee jaar later werd hij naar eigen zeggen per toeval gescout door 1. FC Köln, waar hij in 2017 aansloot bij de jeugdopleiding. Hij doorliep de jeugdelftallen en maakte op 12 augustus 2017 zijn debuut voor de Onder-17 van de club. In de met 4–0 gewonnen wedstrijd tegen de leeftijdsgenoten van Alemannia Aachen  gaf trainer André Pawlak hem direct een basisplaats. In zijn tweede seizoen (2018/19) eindigde Thielmann met de Onder-17 van Köln als tweede in de B-Junioren Bundesliga West, waarmee het team zich plaatste voor de landelijke halve finale. Daarin werd Bayern München uitgeschakeld. Thielmann was in beide wedstrijden belangrijk: in de heenwedstrijd in München maakte hij het enige doelpunt bij de 0–1 overwinning, terwijl hij in de met 4–0 gewonnen return opnieuw tot scoren kwam. In de finale tegen Borussia Dortmund speelde hij de volledige wedstrijd, die met 3–2 werd gewonnen.
In het seizoen 2019/20 maakte Thielmann deel uit van de Onder-19 van 1. FC Köln. Op 11 augustus debuteerde hij in de thuiswedstrijd tegen Preußen Münster, waarin hij een van de vijf doelpunten voor zijn rekening nam. Na het voortijdig stopzetten van de competitie vanwege de coronapandemie, stroomde hij door naar het eerste elftal, waarvoor hij inmiddels al zijn debuut had gemaakt. In de jeugdopleiding speelde hij samen met onder anderen Florian Wirtz, Marvin Obuz, Maximilian Schmid en Can Bozdoğan.

### 1. FC Köln
Op 14 december 2019 maakte Thielmann als A-junior zijn debuut in de Bundesliga.  In de met 2–0 gewonnen thuiswedstrijd tegen Bayer Leverkusen stond hij in de basis en werd hij in de tweede helft na tien minuten vervangen door Marcel Risse. Met zijn optreden werd hij de eerste speler geboren in 2002 die minuten maakte in de Bundesliga. Een dag voor zijn debuut had hij zijn eerste profcontract bij 1. FC Köln ondertekend.
In de voorbereiding op het seizoen 2020/21 werd Thielmann definitief overgeheveld van de jeugdopleiding naar de eerste selectie van 1. FC Köln. Op 5 december 2020 scoorde hij zijn eerste doelpunt voor Die Geißböcke in de met 2–2 gelijkgespeelde uitwedstrijd tegen VfL Wolfsburg. Hij opende in de 18e minuut de score na een voorzet van Salih Özcan. Met deze treffer werd hij de vierde jongste doelpuntenmaker in de clubgeschiedenis. In april verlengde Köln zijn contract vroegtijdig tot medio 2024. Dat seizoen eindigde de club als zestiende in de Bundesliga, waardoor deelname aan de promotie/degradatieplay-offs tegen Holstein Kiel noodzakelijk was. Na een 0–1 thuisnederlaag wist Köln de return in Kiel met 1–5 te winnen. Thielmann viel in beide duels in.
In zijn derde seizoen (2021/22) beleefde Thielmann onder trainer Steffen Baumgart zijn definitieve doorbraak. Hij speelde 29 competitiewedstrijden en had daarmee een belangrijk aandeel in de zevende plaats die 1. FC Köln behaalde in de Bundesliga, goed voor kwalificatie voor de Conference League. Op 18 augustus 2022 maakte hij zijn Europese debuut in de play-offronde tegen Fehérvár, waarin hij in de 76e minuut inviel voor Sargis Adamyan. In het daaropvolgende seizoen (2022/23) kende Köln een moeizamer jaar en eindigde het als elfde. Aan het begin van het seizoen 2023/24 ontbrak Thielmann vanwege een knieblessure. Tijdens zijn revalidatie verlengde hij zijn contract vroegtijdig tot medio 2026. Op 31 oktober 2023 maakte hij zijn rentree in de tweede ronde van de DFB-Pokal, in de met 3–2 verloren uitwedstrijd tegen 1. FC Kaiserslautern. In het Fritz-Walter-Stadion viel hij in de 69e minuut in voor Linton Maina en maakte hij twee minuten later, na een voorzet van Florian Kainz de 3-1. Bij zijn terugkeer bevond Köln zich in de degradatiezone, maar Thielmann heroverde direct een basisplaats. Na de winterstop werd Timo Schultz aangesteld als nieuwe trainer, die evenals zijn voorganger Baumgart vertrouwen in hem uitsprak. Ondanks zijn vaste rol in het elftal degradeerde 1. FC Köln aan het einde van het seizoen naar de 2. Bundesliga. Kort daarna werd bekend dat Thielmann, ondanks een ontbindingsclausule bij degradatie, bij de club bleef.
In het seizoen  2024/25 werkte Thielmann onder de nieuwe trainer Gerhard Struber, die was aangesteld om 1. FC Köln binnen één seizoen terug te brengen naar de Bundesliga. Tot aan de winterstop behoorde Thielmann tot de vaste basisspelers in het elftal van de Oostenrijkse coach. Dit veranderde echter toen Köln in december Jusuf Gazibegović aantrok als versterking. Thielmann verloor de concurrentiestrijd met de Bosniër en kwam in de eerste wedstrijden van de tweede seizoenshelft voornamelijk als invaller in actie. Desondanks wist hij zich terug te knokken in het basiselftal en vanaf maart stond hij weer regelmatig in de basis. Met in totaal 30 competitiewedstrijden leverde Thielmann een belangrijk aandeel in het kampioenschap van 1. FC Köln, dat na één seizoen weer promoveerde naar de Bundesliga. Vlak voor de start van het seizoen 2025/26 verlengde Thielmann zijn contract tot 2028.

## Clubstatistieken
| Seizoen                     | Club            | Competitie      | Competitie | Competitie | Beker | Beker | Internationaal | Internationaal | Overig | Overig | Totaal | Totaal |
| Seizoen                     | Club            | Competitie      | Wed.       | Dlp.       | Wed.  | Dlp.  | Wed.           | Dlp.           | Wed.   | Dlp.   | Wed.   | Dlp.   |
| --------------------------- | --------------- | --------------- | ---------- | ---------- | ----- | ----- | -------------- | -------------- | ------ | ------ | ------ | ------ |
| 2019/20                     | 1. FC Köln      | Bundesliga      | 12         | 0          | 0     | 0     | –              | –              | –      | –      | 12     | 0      |
| 2020/21                     | 1. FC Köln      | Bundesliga      | 26         | 2          | 2     | 0     | –              | –              | 1      | 0      | 29     | 2      |
| 2021/22                     | 1. FC Köln      | Bundesliga      | 29         | 3          | 3     | 0     | –              | –              | –      | –      | 32     | 3      |
| 2022/23                     | 1. FC Köln      | Bundesliga      | 23         | 2          | 1     | 0     | 5              | 0              | –      | –      | 29     | 2      |
| 2023/24                     | 1. FC Köln      | Bundesliga      | 22         | 1          | 1     | 1     | –              | –              | 1      | 0      | 24     | 2      |
| 2024/25                     | 1. FC Köln      | 2. Bundesliga   | 30         | 2          | 4     | 0     | –              | –              | –      | –      | 34     | 2      |
| 2025/26                     | 1. FC Köln      | Bundesliga      | 0          | 0          | 0     | 0     | –              | –              | 0      | 0      | 0      | 0      |
| Carrière totaal             | Carrière totaal | Carrière totaal | 142        | 10         | 11    | 1     | 5              | 0              | 2 *    | 0      | 160    | 11     |
| Bijgewerkt tot 30 juli 2025 |                 |                 |            |            |       |       |                |                |        |        |        |        |

* In de seizoenen 2020/21 en 2023/24 kwam Thielmann incidenteel in actie voor het tweede elftal van 1. FC Köln, dat uitkwam in de Regionalliga West.

## Interlandcarrière
Thielmann kwam uit voor verschillende Duitse jeugdelftallen en nam met Duitsland –21 deel aan een Europees kampioenschap. In totaal speelde hij 36 jeugdinterlands, waarin hij drie keer scoorde. Tijdens deze wedstrijden was hij teamgenoot van onder anderen Malik Tillman, Paul Nebel, Márton Dárdai en Nick Woltemade.

### Duitse jeugdelftallen
Op 4 mei 2017 debuteerde Thielmann in een Duits jeugdelftal. Bondscoach Michael Feichtenbeiner liet hem die dag starten in de basis van Duitsland –15, dat in een uitwedstrijd met 2–1 verloor van Nederland. Zijn eerste doelpunt voor een nationaal jeugdteam maakte hij bij Duitsland –17, tijdens een oefeninterland tegen Italië. In het met 2–2 gelijkgespeelde duel tekende hij in de 64e minuut voor de 2–0.Met Duitsland –21 wist Thielmann zich te kwalificeren voor het Europees kampioenschap 2023 in Roemenië en Georgië, maar door een knieblessure moest hij verstek laten gaan voor de eindronde.
In de aanloop naar het Europees kampioenschap voetbal 2025 miste Thielmann slechts twee van de tien kwalificatiewedstrijden. Duitsland bleef in deze reeks ongeslagen en plaatste zich overtuigend voor het eindtoernooi in Slowakije.  Bondscoach Antonio Di Salvo nam Thielmann op in de EK-selectie. Duitsland begon het toernooi sterk door al haar drie groepswedstrijden te winnen: Slovenië werd met 3–0 verslagen, tegen Engeland werd met 2–1 gewonnen, en Tsjechië werd met 4–2 aan de kant gezet. Thielmann kwam in actie tegen zowel Slovenië als Engeland, maar bleef daarna buiten de ploeg. Duitsland bereikte de finale, waarin het na verlenging met 3–2 verloor van Engeland.
| Jeugdinterlands van Jan Thielmann voor Duitsland () | Jeugdinterlands van Jan Thielmann voor Duitsland () | Jeugdinterlands van Jan Thielmann voor Duitsland () | Jeugdinterlands van Jan Thielmann voor Duitsland () | Jeugdinterlands van Jan Thielmann voor Duitsland () | Jeugdinterlands van Jan Thielmann voor Duitsland () |
| №                                                   | Datum                                               | Wedstrijd                                           | Uitslag                                             | Soort Wedstrijd                                     | Doelpunten                                          |
| Als speler bij Duitsland –15                        | Als speler bij Duitsland –15                        | Als speler bij Duitsland –15                        | Als speler bij Duitsland –15                        | Als speler bij Duitsland –15                        | Als speler bij Duitsland –15                        |
| --------------------------------------------------- | --------------------------------------------------- | --------------------------------------------------- | --------------------------------------------------- | --------------------------------------------------- | --------------------------------------------------- |
| 1.                                                  | 4 mei 2017                                          | Nederland – Duitsland                               | 2 – 1                                               | Vriendschappelijk                                   |                                                     |
| 2.                                                  | 6 mei 2017                                          | Oostenrijk – Duitsland                              | 2 – 3                                               | Vriendschappelijk                                   |                                                     |
| Als speler bij Duitsland –16                        |                                                     |                                                     |                                                     |                                                     |                                                     |
| 1.                                                  | 8 februari 2018                                     | Duitsland – Nederland                               | 3 – 5 (n.s.)                                        | Vriendschappelijk                                   |                                                     |
| 2.                                                  | 10 februari 2018                                    | Duitsland – Italië                                  | 4 – 2 (n.s.)                                        | Vriendschappelijk                                   |                                                     |
| 3.                                                  | 12 februari 2018                                    | Duitsland – Portugal                                | 4 – 5 (n.s.)                                        | Vriendschappelijk                                   |                                                     |
| Als speler bij Duitsland –17                        |                                                     |                                                     |                                                     |                                                     |                                                     |
| 1.                                                  | 7 september 2018                                    | Duitsland – Nederland                               | 2 – 2                                               | Vriendschappelijk                                   |                                                     |
| 2.                                                  | 9 september 2018                                    | Duitsland – Israël                                  | 2 – 0                                               | Vriendschappelijk                                   |                                                     |
| 3.                                                  | 9 september 2018                                    | Duitsland – Italië                                  | 2 – 2                                               | Vriendschappelijk                                   | Goal                                                |
| 4.                                                  | 13 oktober 2018                                     | Duitsland – Denemarken                              | 1 – 1                                               | Vriendschappelijk                                   |                                                     |
| 5.                                                  | 15 oktober 2018                                     | Duitsland – Denemarken                              | 2 – 1                                               | Vriendschappelijk                                   | Goal                                                |
| 6.                                                  | 8 november 2018                                     | Tsjechië – Duitsland                                | 1 – 1                                               | Vriendschappelijk                                   |                                                     |
| 7.                                                  | 11 november 2018                                    | Engeland – Duitsland                                | 2 – 2                                               | Vriendschappelijk                                   |                                                     |
| 8.                                                  | 8 februari 2019                                     | Portugal – Duitsland                                | 3 – 1                                               | Vriendschappelijk                                   |                                                     |
| 9.                                                  | 12 februari 2019                                    | Duitsland – Nederland                               | 1 – 3                                               | Vriendschappelijk                                   |                                                     |
| Als speler bij Duitsland –19                        |                                                     |                                                     |                                                     |                                                     |                                                     |
| 1.                                                  | 3 september 2020                                    | Polen – Duitsland                                   | 1 – 1                                               | Vriendschappelijk                                   |                                                     |
| 2.                                                  | 8 september 2020                                    | België – Duitsland                                  | 1 – 0                                               | Vriendschappelijk                                   |                                                     |
| Als speler bij Duitsland –21                        |                                                     |                                                     |                                                     |                                                     |                                                     |
| 1.                                                  | 12 november 2021                                    | Duitsland – Polen                                   | 0 – 4                                               | EK-kwalificatie                                     |                                                     |
| 2.                                                  | 16 november 2021                                    | Duitsland – San Marino                              | 4 – 0                                               | EK-kwalificatie                                     | Goal                                                |
| 3.                                                  | 25 maart 2022                                       | Duitsland – Letland                                 | 4 – 0                                               | EK-kwalificatie                                     |                                                     |
| 4.                                                  | 29 maart 2022                                       | Israël – Duitsland                                  | 0 – 1                                               | EK-kwalificatie                                     |                                                     |
| 5.                                                  | 23 september 2022                                   | Duitsland – Frankrijk                               | 0 – 1                                               | Vriendschappelijk                                   |                                                     |
| 6.                                                  | 27 september 2022                                   | Engeland – Duitsland                                | 3 – 1                                               | Vriendschappelijk                                   |                                                     |
| 7.                                                  | 19 november 2022                                    | Italië – Duitsland                                  | 2 – 4                                               | Vriendschappelijk                                   |                                                     |
| 8.                                                  | 17 november 2023                                    | Duitsland – Estland                                 | 4 – 1                                               | EK-kwalificatie                                     |                                                     |
| 9.                                                  | 21 november 2023                                    | Duitsland – Polen                                   | 3 – 1                                               | EK-kwalificatie                                     |                                                     |
| 10.                                                 | 22 maart 2024                                       | Duitsland – Kosovo                                  | 0 – 0                                               | EK-kwalificatie                                     |                                                     |
| 11.                                                 | 22 maart 2024                                       | Duitsland – Israël                                  | 2 – 0                                               | EK-kwalificatie                                     |                                                     |
| 12.                                                 | 4 september 2024                                    | Israël – Duitsland                                  | 1 – 5                                               | EK-kwalificatie                                     |                                                     |
| 13.                                                 | 10 september 2024                                   | Estland – Duitsland                                 | 1 – 10                                              | EK-kwalificatie                                     |                                                     |
| 14.                                                 | 11 oktober 2024                                     | Duitsland – Bulgarije                               | 2 – 1                                               | EK-kwalificatie                                     |                                                     |
| 15.                                                 | 10 september 2024                                   | Polen – Duitsland                                   | 3 – 3                                               | EK-kwalificatie                                     |                                                     |
| 16.                                                 | 15 november 2024                                    | Duitsland – Denemarken                              | 2 – 1                                               | Vriendschappelijk                                   |                                                     |
| 17.                                                 | 19 november 2024                                    | Frankrijk – Duitsland                               | 2 – 2                                               | Vriendschappelijk                                   |                                                     |
| 18.                                                 | 21 maart 2025                                       | Slowakije – Duitsland                               | 0 – 1                                               | Vriendschappelijk                                   |                                                     |
| 19.                                                 | 12 juni 2025                                        | Duitsland – Slovenië                                | 3 – 0                                               | Europees kampioenschap voetbal 2025 (poule)         |                                                     |
| 20.                                                 | 18 juni 2025                                        | Engeland – Duitsland                                | 1 – 2                                               | Europees kampioenschap voetbal 2025 (poule)         |                                                     |
| Bijgewerkt tot 31 juli 2025                         |                                                     |                                                     |                                                     |                                                     |                                                     |

## Erelijst
| Kampioen 2. Bundesliga | 1x | 2024/25 |